# Шпанска пезета
Пезета (шпан.), бивша шпанска новчана јединица званичног легалног курса, коју је чинило 100 сентима. Пезета је проглашена званичном новчаном јединицом у Шпанији 19. октобра 1868. године и била је у употреби до 28. фебруара 2002. године, када је замењена евром у процесу који се паралелно одиграо и у осталим земљама еврозоне.